# أل جونز (طبال)
أل جونز (بالإنجليزية: Al Jones)‏ هو طبال أمريكي، ولد في 18 ديسمبر 1930 في فيلادلفيا في الولايات المتحدة، وتوفي في 1976.

## وصلات خارجية
- أل جونز على موقع ميوزك برينز (الإنجليزية)
- أل جونز على موقع أول ميوزيك (الإنجليزية)
- أل جونز على موقع ديسكوغز (الإنجليزية)